# Oscar Blum
Pour les articles homonymes, voir Blum.
Oscar Blum (? – ?) est un maître d'échecs franco-lituanien champion de Paris en 1932.
Oscar Blum remporte en 1932 le huitième championnat d'échecs de Paris devant Nicolas Rossolimo et Vitaly Halberstadt. Il joue au tournoi de Folkestone en 1933 mais ne participe cependant pas à la cinquième olympiade d'échecs de 1933 mais au congrès général où il termine deuxième, un demi-point derrière Eugène Znosko-Borovsky,.

## Source de la traduction
- (en) Cet article est partiellement ou en totalité issu de l’article de Wikipédia en anglais intitulé « Oscar Blum » (voir la liste des auteurs).